# Denta község
Denta község (románul: Comuna Denta) község Temes megyében, Romániában. Központja Denta, beosztott falvai Berestye, Kisomor, Omor.

## Népessége
A 2011-es népszámlálás adatai alapján a község népessége 2982 fő volt.